# Bison (Kansas)
Bison es una ciudad ubicada en el condado de Rush en el estado estadounidense de Kansas. En el año 2010 tenía una población de 255 habitantes y una densidad poblacional de 364,29 personas por km².

## Geografía
Bison se encuentra ubicada en las coordenadas 38°31′15″N 99°11′51″O / 38.52083, -99.19750 (38.520718, -99.197528).

## Demografía
Según la Oficina del Censo en 2000 los ingresos medios por hogar en la localidad eran de $33,333 y los ingresos medios por familia eran $37,813. Los hombres tenían unos ingresos medios de $28,125 frente a los $22,708 para las mujeres. La renta per cápita para la localidad era de $23,122. Alrededor del 5.3% de la población estaban por debajo del umbral de pobreza.